# Eptesicus serotinus
El murciélago hortelano (Eptesicus serotinus) es una especie de murciélago de la familia Vespertilionidae.

## Descripción
Murciélago de talla grande y pelo monocolor con el dorso pardo oscuro y el vientre más claro, los jóvenes de color grisáceo. Orejas triangulares y cortas con el trago lineal con el extremo redondeado, las membranas alares se insertan en la base de los pies. Las hembras son mayores que los machos, tienen una medida de cuerpo entre 46 y 55 mm y un peso entre 17 y 28 gramos. Su fórmula dentaria es {\displaystyle {\tfrac {2.1.1.3}{3.1.2.3}}}

## Distribución
Se presenta en la mayor parte de Europa, de la península ibérica, en el sur de Inglaterra, sur de Suecia y en los Países Bálticos, en el centro de Rusia, sur de los Urales y en el Cáucaso, Noroeste de África, Cirenaica, Islas Mediterráneas, Turquía, Líbano, Israel, Siria, Irán, Afganistán, Kazajistán, Turkmenistán, Uzbekistán, Kirguistán, Mongolia, China, Península de Corea, Taiwán, Himalayas del noroeste de India, Tailandia hasta Laos por el este; y tal vez en África subsahariana. En España se localiza en Castilla y León, en el norte de Castilla-La Mancha, Valle del Ebro y País Vasco. En el resto tras una diferenciación reciente, utilizando técnicas moleculares, se ha comprobado la existencia de la nueva especie, Eptesicus isabellinus, antes una subespecie de E. serotinus, y que ocuparía las zonas más termófilas de la península ibérica y el Norte de África.

## Hábitat
Murciélago preferentemente fisurícola, preferentemente en rocas y en mucha menos proporción huecos de árboles, están adaptados a los resquicios de todo tipo de construcciones humanas. Prefiere zonas bajas, aunque se ha encontrado hasta los 1.800 m en la Sierra de las Nieves, (Málaga).

## Amenazas
El sellado inadecuado de las juntas de dilatación de las infraestructuras y edificios utilizados como refugio conllevan la desaparición de las colonias. En algunos países se potencian las poblaciones disponiendo resquicios adecuados en obras públicas (puentes, viaductos, etc.).

## Patologías
Se piensa que es, junto con el murciélago hortelano mediterráneo (Eptesicus isabellinus) el principal portador de un virus propio de quirópteros europeos, es un Lyssavirus denominado EBL1, (European bat Lyssavirus), que está relacionado con el virus RABV que comúnmente causa la rabia en humanos, mamíferos carnívoros y murciélagos americanos.
Los casos de transmisión de la enfermedad de la rabia causada por EBL1 a mamíferos no murciélagos, incluido el hombre, son extremadamente raros, en humanos sólo se han documentado tres o cuatro casos y algunos de ellos de cuidadores de fauna o científicos que manipulaban gran número de ellos, a pesar de ello se debe evitar la manipulación de cualquier murciélago o hacerlo con guantes gruesos y llevar a cabo un tratamiento profiláctico en caso de ser mordido por uno.
En brotes infecciosos virulentos la mortalidad de individuos de esta especie puede verse aumentada un 30% por causa de la enfermedad.